# Петролина
Петролина (порт. Petrolina) — муниципалитет в Бразилии, входит в штат Пернамбуку. Составная часть мезорегиона Сан-Франсиску-Пернамбукану. Входит в экономико-статистический микрорегион Петролина. Население составляет 268 339 человек на 2007 год. Занимает площадь 4558,54 км². Плотность населения — 57,04 чел./км².
Покровительницей города почитается Пресвятая Богородица Раинья-дус-Анжус.

## История
Город основан в 1893 году.

## Статистика
- Валовой внутренний продукт на 2004 год составляет 1 609 721 000,00 реалов (данные: Бразильский институт географии и статистики).
- Валовой внутренний продукт на душу населения на 2004 год составляет 6509,00 реалов (данные: Бразильский институт географии и статистики).
- Индекс развития человеческого потенциала на 2000 год составляет 0,747 (данные: Программа развития ООН).